# Noordelijke gestreepte buidelmarter
De noordelijke gestreepte buidelmarter of gestreepte buidelmarter (Myoictis melas) is een roofbuideldier uit het geslacht van de gestreepte buidelmarters. De wetenschappelijke naam van de soort werd voor het eerst geldig gepubliceerd door Salomon Müller in 1840.

## Kenmerken
Anders dan andere soorten van het geslacht heeft dit dier een dichtbehaarde staart met een pluim aan de bovenkant. De vachtkleur is zeer variabel. Behalve bij (vaak voorkomende) melanistische exemplaren zitten er altijd drie zwarte strepen op de rug. De vacht daartussen is meestal wit of rood. Bij de oren en achter in de nek zit vaak een rode vlek. De kop-romplengte bedraagt 189 tot 240 mm, de achtervoetlengte 33,0 tot 44,0 mm en het gewicht 172 tot 255 gram. Vrouwtjes hebben 6 mammae.

## Voorkomen
De noordelijke gestreepte buidelmarter komt voor in het noorden van Nieuw-Guinea en op de nabijgelegen eilanden Salawati, Japen en Waigeo. 
Myoictis leucura · Noordelijke gestreepte buidelmarter (Myoictis melas) · Myoictis wallacii · Myoictis wavica